# V602 Возничего
V602 Возничего (лат. V602 Aurigae) — одиночная переменная звезда в созвездии Возничего на расстоянии приблизительно 2884 световых лет (около 884 парсеков) от Солнца. Видимая звёздная величина звезды — от +11,7m до +11,5m.

## Характеристики
V602 Возничего — оранжевая вращающаяся переменная звезда типа BY Дракона (BY) спектрального класса K. Радиус — около 7,86 солнечных, светимость — около 17,602 солнечных. Эффективная температура — около 4216 K.